# شوهی ترادا
شوهی ترادا (به انگلیسی: Shuhei Terada) بازیکن فوتبال اهل ژاپن و عضو تیم ملی فوتبال ژاپن است که در تاریخ ۲۷ مه ۲۰۰۸ میلادی اولین بازی ملی‌اش را انجام داد. او در ۶ بازی ملی حضور داشت و آخرین بازی ملی خود را در تاریخ ۲۸ ژانویه ۲۰۰۹ میلادی انجام داد. شوهی ترادا در بازی‌های ملی‌اش
گلی به ثمر نرساند.